# 生田駅 (神奈川県)

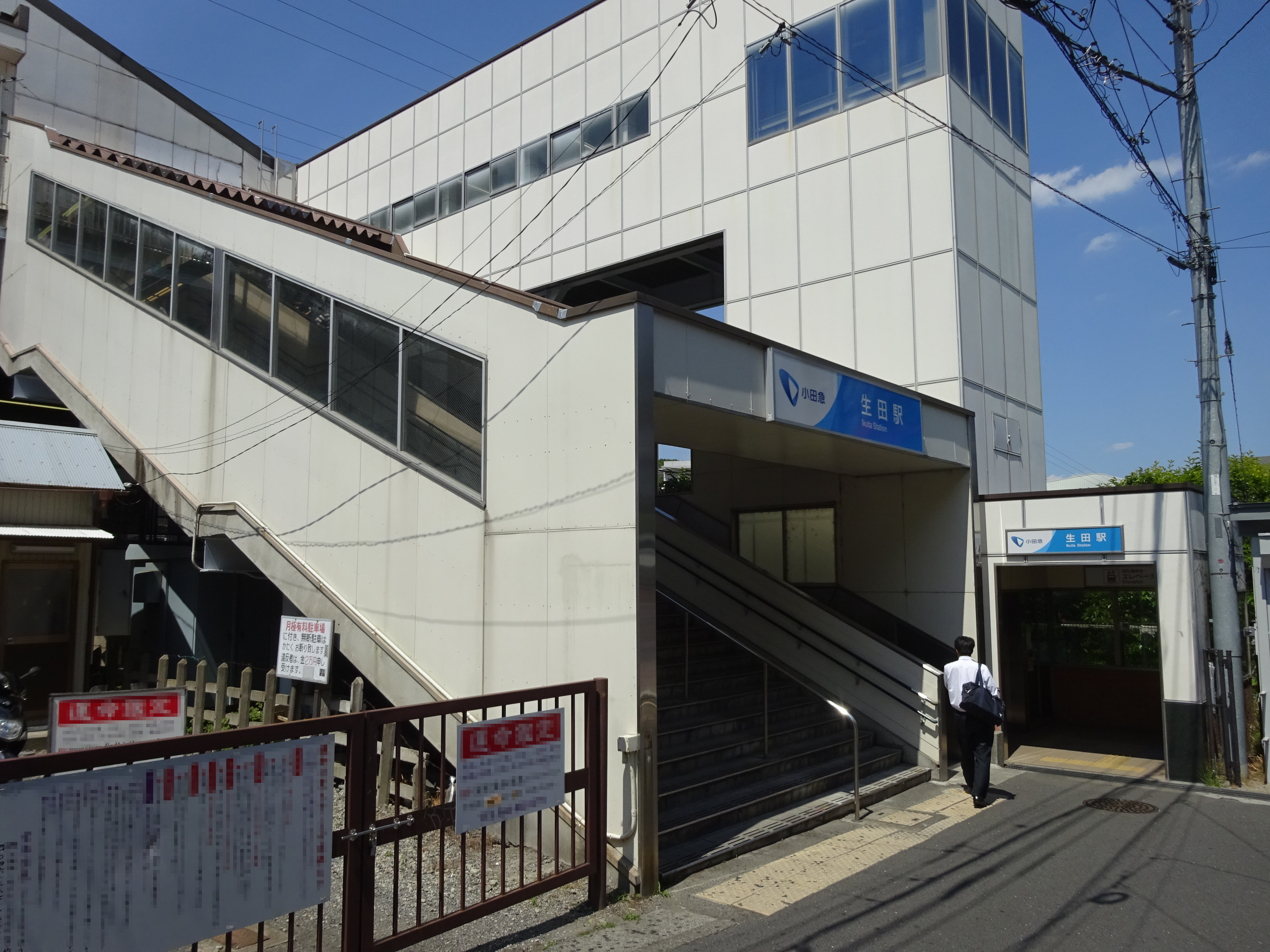
南口（2017年6月）

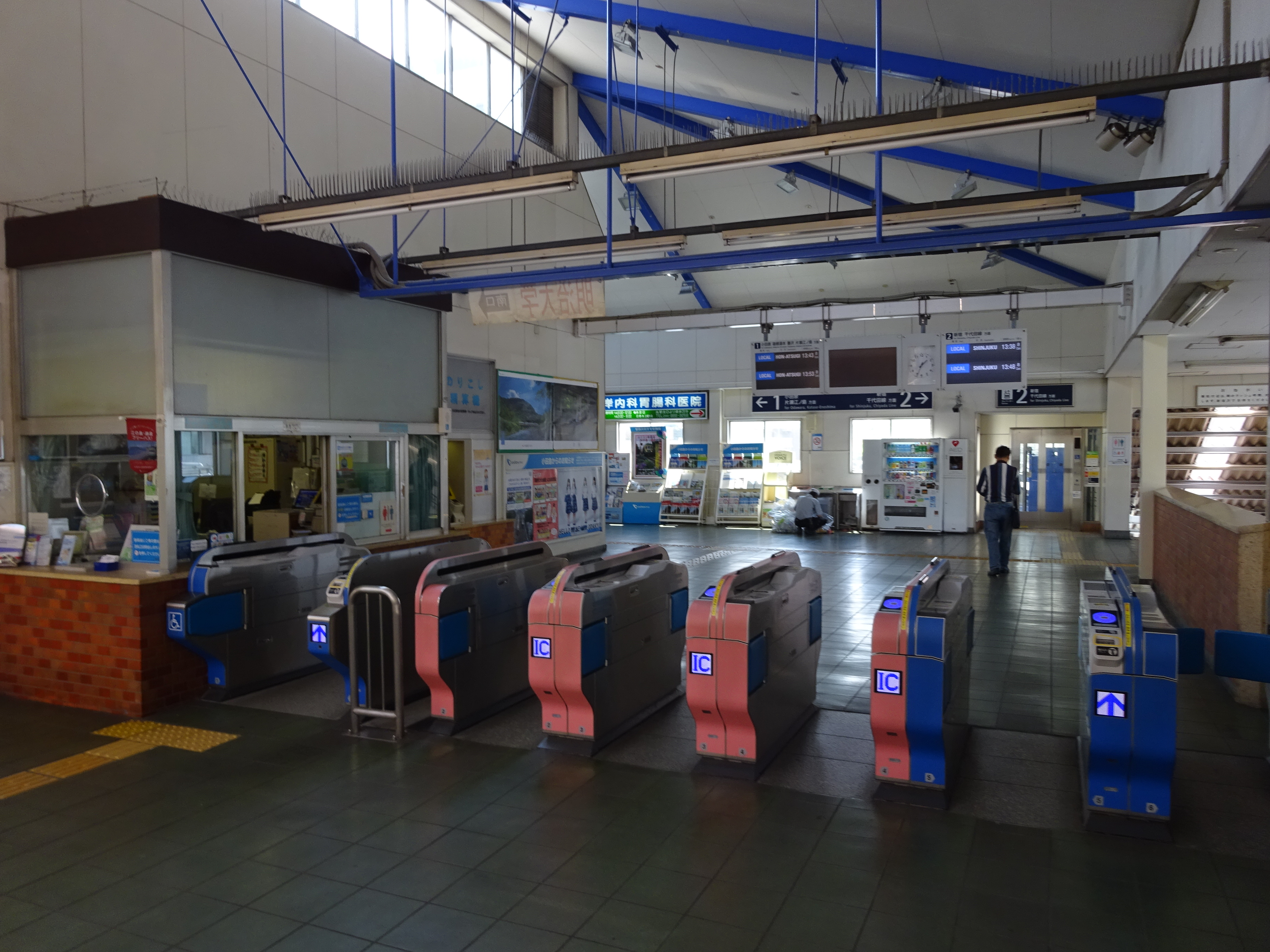
改札口（2017年6月）

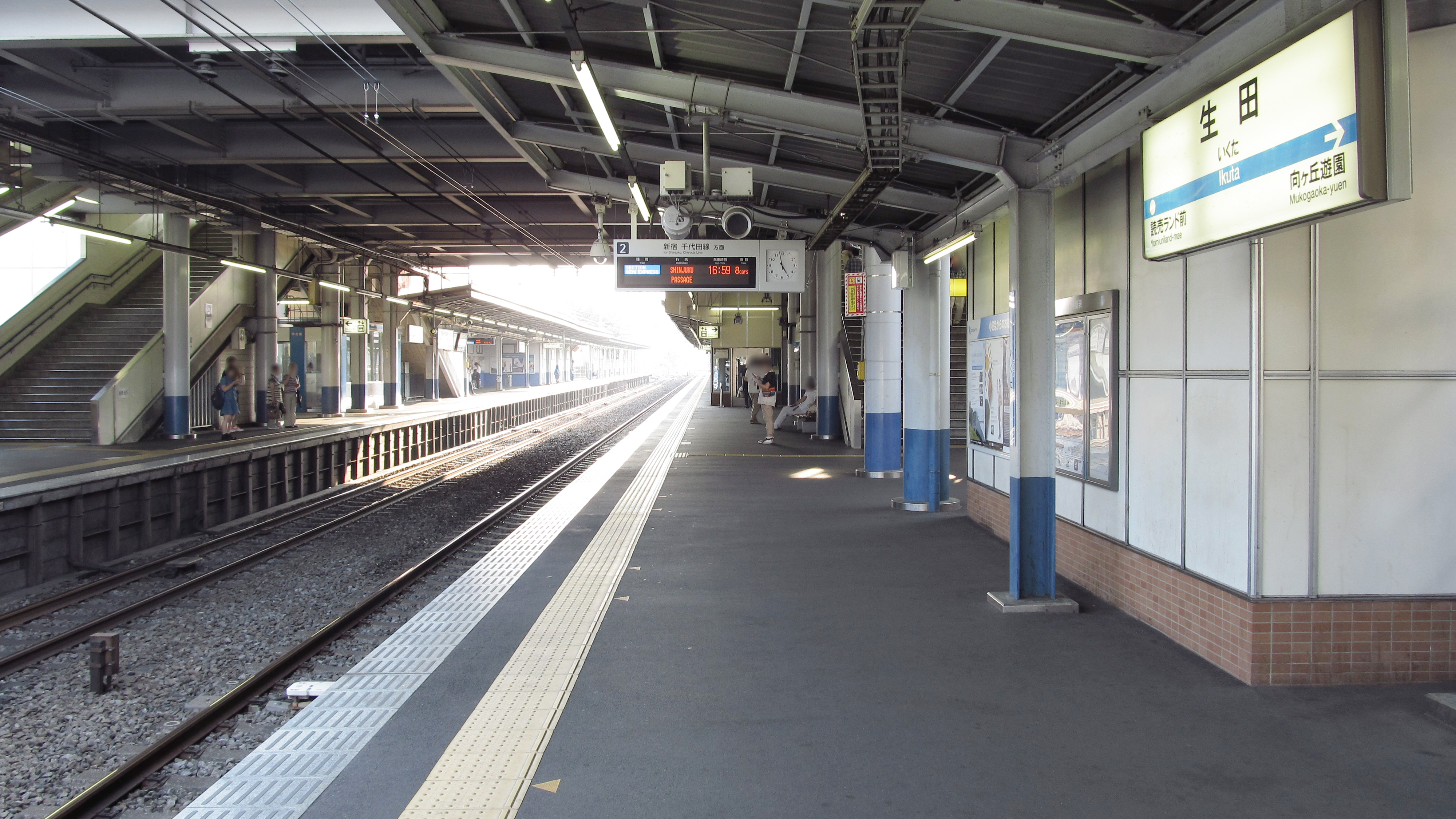
ホーム（2013年7月）

生田駅（いくたえき）は、神奈川県川崎市多摩区生田7丁目にある、小田急電鉄小田原線の駅である。駅番号はOH 20。

## 歴史

### 年表
- 1927年（昭和2年）4月1日：東生田駅（ひがしいくたえき）として開設[1]。「直通」の停車駅となる。なお各停は新宿駅 - 稲田登戸駅（現・向ヶ丘遊園駅）間のみであり、当駅までの運行はなかった。
- 1937年（昭和12年）9月1日：小田原駅方面行「直通」に限り、停車開始（片瀬江ノ島駅行「直通」は通過）。
- 1945年（昭和20年）6月：従来、新宿駅 - 稲田登戸駅間のみの運行の各停が全線で運行されることとなり、停車駅となる。同時に「直通」廃止。
- 1946年（昭和21年）10月1日：準急新設、停車駅となる。
- 1948年（昭和23年）9月：桜準急新設、停車駅となる。
- 1960年（昭和35年）3月25日：通勤準急新設、停車駅となる。
- 1964年（昭和39年）3月1日：生田駅（いくたえき）へ改称[2]。
- 1978年（昭和53年）3月31日：百合ヶ丘駅・読売ランド前駅・当駅を通過する、通称「スキップ準急」新設。当該準急に限り、通過駅となる。
- 1983年（昭和58年）12月27日：橋上駅舎・自由通路完成、使用開始。
- 1984年（昭和59年）10月12日：北口に駅ビルが完成[3]。
- 1990年（平成2年）3月27日：「スキップ準急」廃止、準急全列車停車開始。
- 2004年（平成16年）12月11日：区間準急が設定され、停車駅となる。
- 2014年（平成26年）1月：OH 20の駅ナンバリング導入、使用開始[4]。
- 2018年（平成30年）3月17日：通勤準急新設、停車駅となる。複々線化に伴い快速急行が登戸停車に設定され、新宿駅 - 当駅間が約22分間で結ばれる。

### 駅位置を巡る紛争
小田急開通が近くなると、生田村では駅誘致が行われることとなった。東西に伸びた村であることから村中央部に駅を開設するという意見もあったが、新設計画が出来た時点では、生田村内の駅は村役場に近い当地に造る計画となり、用地買収の話も一旦は解決した。ところが、村西側に住んでいた有力者が話を持ち掛け、村会を開いたところ西側誘致意見が多数となったため、現在の読売ランド前駅の位置に造る計画となってしまった。その計画変更に東地区の住民が猛反発を起こし、「駅を造らなければ土地を売らない」とまで言い始めた。これでは建設にも差し支えるため、結果として西側の駅と当駅を両方共に開設することとなった。このような経緯もあってか、小田急全線でも他に見られない開通記念碑が駅前に建てられている。

### 駅名の由来
駅開設当時の「東生田」は、現在の「読売ランド前駅」が「西生田」という駅名であったことに対応して名付けられた。1964年（昭和39年）、「西生田駅」が「読売ランド前駅」に改称したことから、「生田駅」と改称される。「生田」という名称は、開設時の所在地である生田村から採ったものである。なお、「生田」はかつてあった「上菅生（すがお）村」と「五段田村」を合わせた地名。

## 駅構造
相対式ホーム2面2線を有する地上駅。橋上駅舎を備える。

### のりば
| ホーム | 路線     | 方向 | 行先                   |
| ------ | -------- | ---- | ---------------------- |
| 1      | 小田原線 | 下り | 小田原・片瀬江ノ島方面 |
| 2      | 小田原線 | 上り | 新宿・ 千代田線方面    |

### 駅構内設備
駅舎は1F、ホームは2Fにある。2F改札外コンコースには、売店「セブンイレブン小田急生田店（OX SHOPより転換）」とATM（横浜銀行生田支店小田急生田駅出張所）がある。以前は2番ホームにも売店があったが、自動販売機コーナーとなった。2F売店横には宝くじ売り場も出店している。
待合室は各ホームに設置されている。トイレは2番ホーム（上り）にある。多目的トイレは男女各1室ずつ設置されている。エレベーターは1Fにある各ホームと2Fを連絡する。エスカレータは1Fにある各ホームと2Fを連絡する（両ホーム共に上りのみ）。下りホームと南側のロータリーを連絡するスロープがある。
2013年（平成25年）2月21日に、行先案内表示器が新設された。

## 利用状況
2024年度（令和6年度）の1日平均乗降人員は44,658人である。小田急電鉄70駅の中では第26位である。
近年の1日平均乗降・乗車人員の推移は以下の通り。
| 年度               | 1日平均 乗降人員 | 1日平均 乗車人員 | 出典     |
| ------------------ | ---------------- | ---------------- | -------- |
| 1995年（平成07年） |                  | 23,709           | [ * 1 ]  |
| 1996年（平成08年） |                  | 23,091           |          |
| 1997年（平成09年） |                  | 22,023           |          |
| 1998年（平成10年） |                  | 22,639           | [ * 2 ]  |
| 1999年（平成11年） |                  | 22,241           | [ * 3 ]  |
| 2000年（平成12年） |                  | 21,899           | [ * 3 ]  |
| 2001年（平成13年） |                  | 21,555           | [ * 4 ]  |
| 2002年（平成14年） | 42,206           | 21,347           | [ * 5 ]  |
| 2003年（平成15年） | 41,886           | 21,129           | [ * 6 ]  |
| 2004年（平成16年） | 41,517           | 20,928           | [ * 7 ]  |
| 2005年（平成17年） | 41,314           | 20,772           | [ * 8 ]  |
| 2006年（平成18年） | 42,071           | 21,122           | [ * 9 ]  |
| 2007年（平成19年） | 43,830           | 22,001           | [ * 10 ] |
| 2008年（平成20年） | 43,990           | 22,044           | [ * 11 ] |
| 2009年（平成21年） | 43,906           | 22,036           | [ * 12 ] |
| 2010年（平成22年） | 43,925           | 22,021           | [ * 13 ] |
| 2011年（平成23年） | 43,549           | 21,811           | [ * 14 ] |
| 2012年（平成24年） | 44,189           | 22,142           | [ * 15 ] |
| 2013年（平成25年） | 44,881           | 22,491           | [ * 16 ] |
| 2014年（平成26年） | 44,606           | 23,319           | [ * 17 ] |
| 2015年（平成27年） | 45,279           | 22,651           | [ * 18 ] |
| 2016年（平成28年） | 45,735           | 22,884           | [ * 19 ] |
| 2017年（平成29年） | 45,813           | 22,938           | [ * 20 ] |
| 2018年（平成30年） | 45,765           | 22,908           | [ * 21 ] |
| 2019年（令和元年） | 46,037           | 23,055           | [ * 22 ] |
| 2020年（令和02年） | 29,489           | 14,798           | [ * 23 ] |
| 2021年（令和03年） | 36,891           |                  |          |
| 2022年（令和04年） | 40,976           |                  |          |
| 2023年（令和05年） | 43,080           |                  |          |
| 2024年（令和06年） | 44,658           |                  |          |

## 駅周辺
付近には明治大学、専修大学、聖マリアンナ医科大学など大学が点在し、学生街となりつつある。駅近く（読売ランド前駅との間）の地下を東日本旅客鉄道（JR東日本）武蔵野線（貨物線、通称・武蔵野南線）が通っており、生田トンネルや生田変電所がある。

### 北口
- Odakyu OX 生田店
- ゆりストア 生田店
- 多摩区役所 生田出張所
- 生田駅前郵便局
- 城南信用金庫 生田支店
- 神奈川県立生田東高等学校
- 川崎市立生田小学校

#### バス路線
生田駅前 - 神奈川県道3号世田谷町田線（津久井道）路上（全て小田急バス路線）
- 上り（登戸・世田谷方面）
  - 系統番号なし：登戸営業所行 ※土曜朝1本のみ
- 下り（新百合ヶ丘・町田方面）
  - 系統番号なし：百合ヶ丘駅行 ※土曜朝1本のみ

### 南口
- 明治大学 生田キャンパス：理工学部と農学部のみ、門までは徒歩7分程度。
- 専修大学 生田キャンパス：最寄駅は1つ隣の向ヶ丘遊園駅。
- 川崎市立生田中学校：駅からの曲がり角全てに看板あり。中学校正門まで徒歩12分。
  - 川崎市立生田中学校特別創作活動センター
- 西三田団地
- 川崎三田郵便局
- オーケー 生田店
- 春秋苑（霊園）
- いなげや 川崎生田店
- 長沢浄水場

#### バス路線
生田駅バスロータリー（全て川崎市交通局路線）
- 1番乗り場
  - 生03系統：南生田小学校前経由鷲ヶ峰営業所行、南生田小学校前経由聖マリアンナ医科大学前行
- 2番乗り場
  - 生01系統：宮前平駅・宮前区役所前行、長沢入口経由鷲ヶ峰営業所行
  - 生02系統：平野経由鷲ヶ峰営業所行、平野経由聖マリアンナ医科大学前行

## その他
戦時中、現在の明治大学生田校舎には大日本帝国陸軍登戸研究所があったため、近隣住民と軍関係者以外は当駅で降車することが出来なかった。
滝本竜彦の小説・漫画・アニメ『NHKにようこそ!』は当駅周辺を舞台にしていて、当駅が「幾田駅」と名を変えて描写されている。
地元在住であった小説家、庄野潤三の作品にも当駅周辺が頻繁に登場する。
さくらももこの漫画『ひとりずもう』では、地上駅舎時代の当駅が登場する（但し、駅舎の形状はアレンジされている）。

## 隣の駅
小田急電鉄
 小田原線

■快速急行・□通勤急行・■急行
通過
□通勤準急・■準急・■各駅停車（通勤準急は平日朝上りのみ、準急は平日夜下りのみ）
向ヶ丘遊園駅 (OH 19) - 生田駅 (OH 20) - 読売ランド前駅 (OH 21)